# Flashback (filme de 1969)
Flashback é um filme italiano de 1969 escrito e dirigido por Raffaele Andreassi. O filme recebeu vários prêmios, o Globo de Ouro da imprensa estrangeira, o prêmio Grolla d'argento, e o Award of Tourism & Entertainment and Silverstar Festival San Francisco. Foi inscrito no Festival de Cannes de 1969 e foi indicado para a Palma de Ouro. Após sua exibição no festival o filme foi aplaudido de pé.
Após a morte do diretor, em 2009, o filme recuperou a sua popularidade.

## Elenco
- Fred Robsahm
- Pilar Castel
- Dada Gallotti
- Sandra Dal Sasso
- Gianni Cavina
- Antonietta Fiorito
- Pietro Bonfiglioli
- Gabriele Fornacioni
- Vittorio Gobbi